# Axe de roue

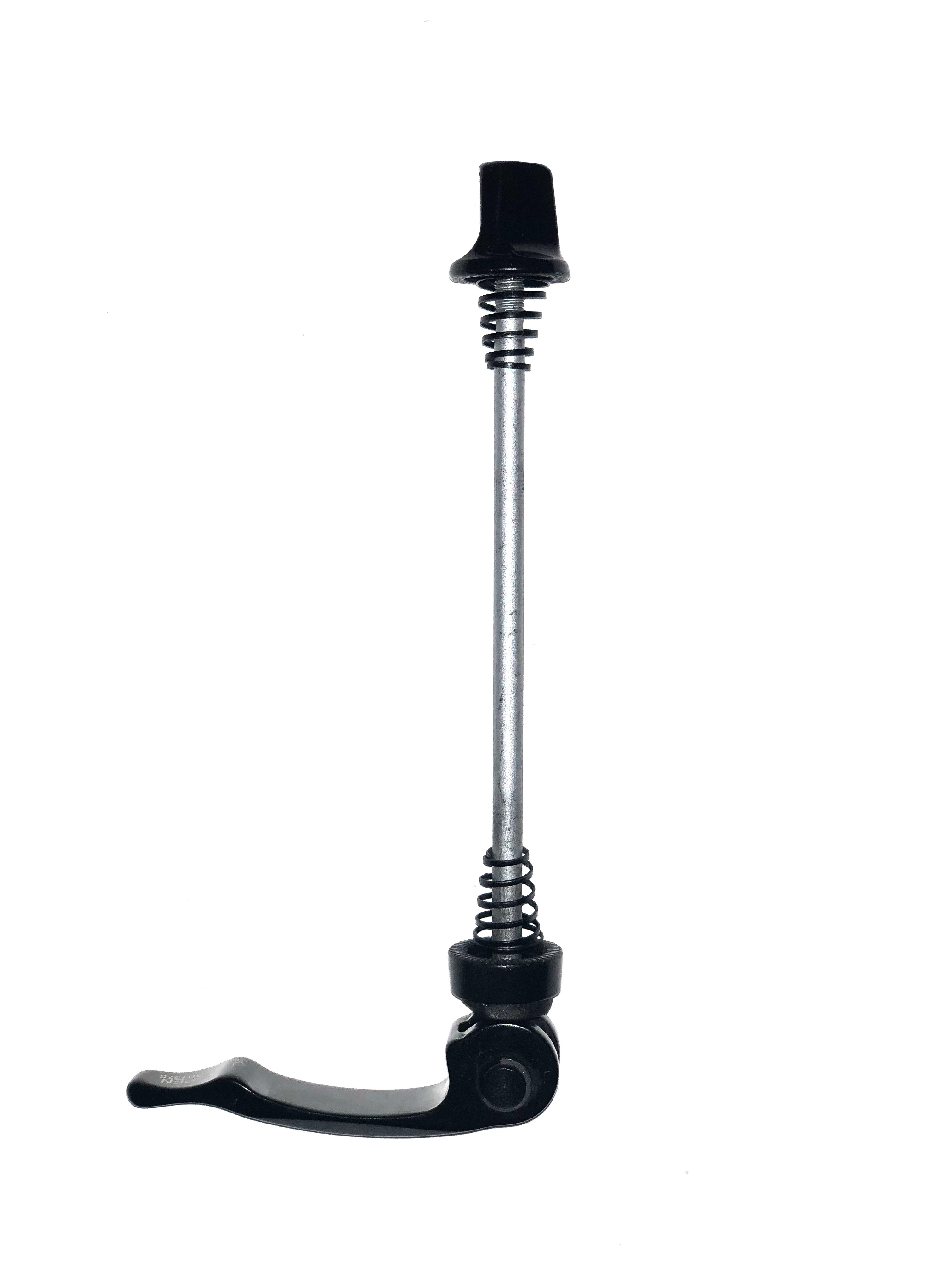
Vue d'un axe de roue d'en haut

Ne doit pas être confondu avec attache rapide.
L'axe de roue ou axe de moyeu (de vélo), qui ne doit pas être confondu avec l'attache rapide, est une pièce rectiligne qui s'imbrique dans le moyeu de la roue et qui peut tourner sur lui-même. Accroché à la fourche du vélo ou aux haubans (voir Cadre de bicyclette), l'axe permet donc de relier la roue du vélo à une partie fixe du cadre. 
L'axe de roue est donc nécessaire à l'utilisation du vélo et existe depuis l'invention de la roue, sans lui les roues ne pourraient être reliées au vélo. La plupart du temps en métal, ce dernier a évolué au fur et à mesure du temps avant d'atteindre une certaine variété selon la gamme et en son sein. Il en va de même pour le système de fixation de la roue qui a su s'adapter entre praticité et sécurité en fonction des usages.

## Matériaux

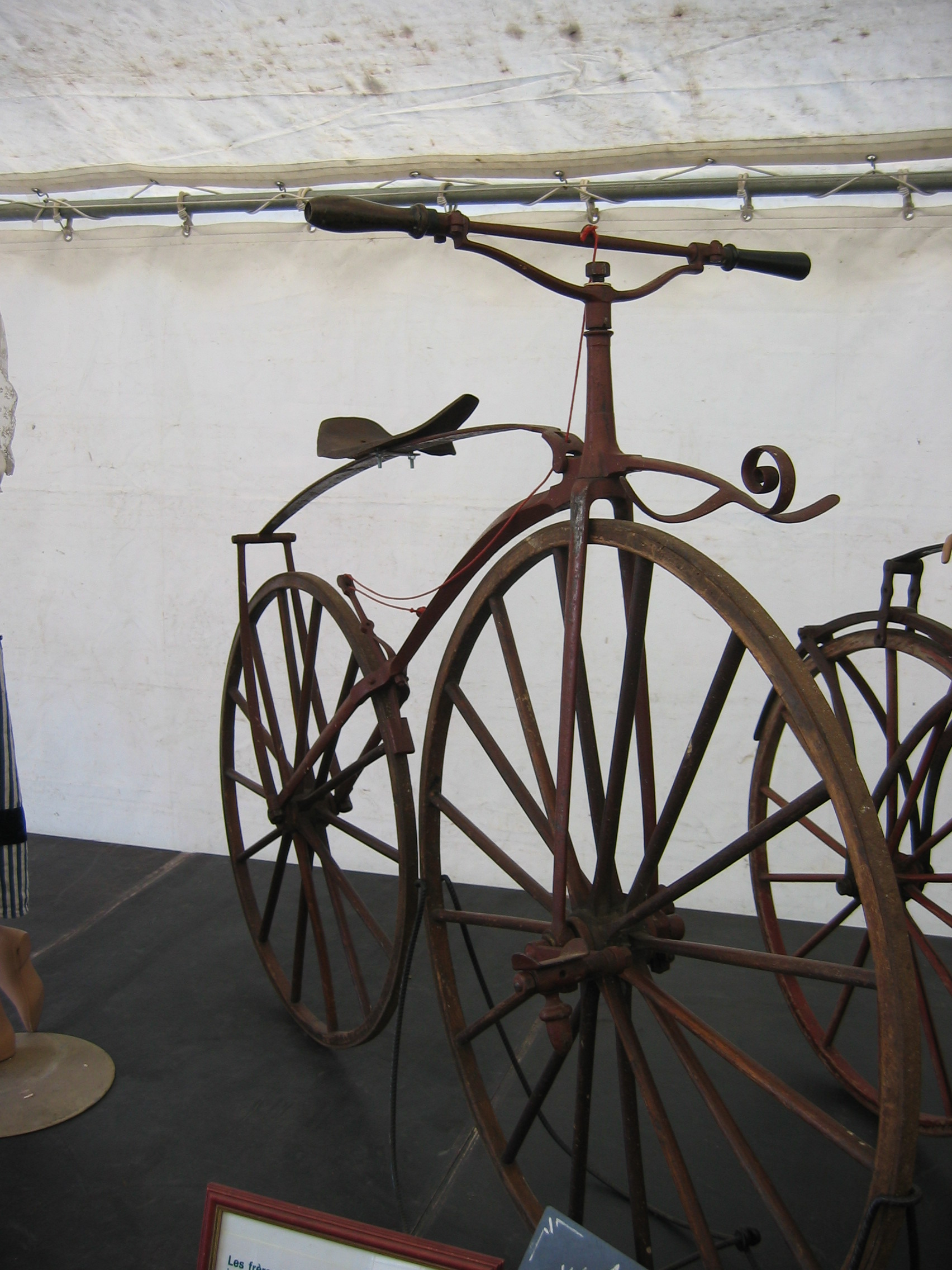
Vélo Michaux 1861

Même si les premiers vélos -dits draisiennes- étaient majoritairement en bois, les axes de roues étaient tout de même en métal (probablement en fer, voir photo ci-contre).

.
De nos jours, cette pièce connaît une variété dans le choix du matériau. En effet il peut toujours être fabriqué à partir de fer ou d'acier sur des réalisations bas de gamme mais les axes de roues en aluminium tendent à se démocratiser pour le plus large public bien que les axes en titane (comme l'entreprise Spécialités T.A.) et en carbone existent eux aussi mais dans une offre plus haut de gamme.

## Spécificités
Pour être utile, un axe de roue doit impérativement avoir un système de fixation. Dans l'univers du vélo, il existe deux systèmes massivement utilisés; celui à attache rapide (inventée par Tullio Campagnolo)/ et celui à écrou-cône (ou écrou borgne) bien que d'autres modèles à formes plus spécifiques existent. Le système attache rapide a notamment été développé dans un contexte historique de course : en effet, les vélos étaient en mono-vitesse obligeant les coureurs à changer de roues lorsqu'ils s'apprêtaient à passer d'une topographie plate à une topographie vallonnée voire montagneuse, la rapidité de fixation de ce système par rapport aux écrous a permis sa massification. Toutefois, les écrous gardent leurs utilités en dehors du loisir puisqu'ils réduisent (dans certains cas) les risques de vols de par leurs formes forçant à l'utilisation d'une clé spécifique.